# Người đẹp say ngủ (phim)
Người đẹp say ngủ (tiếng Slovak: Šípková Růženka, tiếng Đức: Dornröschen) là một bộ phim thần tiên - cổ tích của đạo diễn Stanislav Párnicky, ra mắt lần đầu năm 1989.
Truyện phim dựa theo câu chuyện cổ tích Nàng công chúa Hoa hồng của anh em nhà Grimm.

## Nội dung
Nàng công chúa Hoa hồng vốn sinh ra với một lời nguyền quái ác, vua cha Leopold độc đoán tìm mọi cách cấm cản con gái suốt đời không được đụng tới những thứ tơ sợi, nhà vua hạ lệnh nhổ hết tất cả lanh trên toàn vương quốc để không ai có thể dệt cửi được nữa.
Dẫu sống trong sự kiểm soát gắt gao của cha mẹ, song Hoa hồng vẫn tràn đầy niềm hạnh phúc trong mối tình thuần khiết với Hoàng tử nước láng giềng - chàng Wilhelm con trai của đức vua Philipp. Nhưng rồi định mệnh vẫn đến tìm nàng, Hoa hồng bị bà tiên già lừa quay sợi và bị sa đâm vào tay, ngay lập tức nàng ngất đi.
Và cả vương quốc chìm trong giấc ngủ sâu, qua hàng chục năm sau, cây cối cỏ dại đã phủ kín lâu đài, Hoàng tử Wilhelm năm xưa giờ đã là ông vua già. Sau khi biết tin về khu rừng ma quái ở nước láng giềng, vua Wilhelm cho phép người cháu trai - Hoàng tử Johann - người có khuôn mặt và hình dáng giống ông thời trai trẻ, được đem quân kị mã tới giải thoát cho vương quốc bị lãng quên.
Mọi việc dần trở nên tươi sáng khi chàng Johann dẹp được hết gai góc và bước vào tòa lâu đài, chàng tới căn lầu nơi công chúa Hoa hồng ngủ say và đánh thức nàng bằng một nụ hôn.
Cả vương quốc chợt bừng tỉnh, ai làm việc nấy tiếp tục như xưa. Hôn lễ của đôi trẻ ngay lập tức được cử hành, còn vua Leopold thì không còn kiêu ngạo nữa.

## Diễn viên
- Dana Dinková: Công chúa Hoa hồng
- Gedeon Burkhard: Hoàng tử Wilhelm/Hoàng tử Johann
- Jozef Adamovič: Vua Leopold
- Judy Winter: Hoàng hậu Christine
- Karel Heřmánek: Mục sư
- Milena Dvorská: Maria
- Pavol Mikulík: Vua Philipp (cha của Wilhelms)
- Zdena Studenková: Zwölfte Fee des Liebesglücks
- Jana Plichtová: Schicksals-Fee
- Radan Rusev: Jakob
- Adéla Gábrová: Jakobs Frau
- Ľubomír Gregor: Marschall
- Ivan Matulík: Diener
- Zora Kolínská
- Oľga Zöllnerová
- Raoul Schránil